# 미운오리새끼 (2012년 영화)
《미운오리새끼》는 2012년에 개봉한 대한민국의 영화이다.

## 캐스팅
- 김준구 : 낙만 역
- 오달수 : 낙만 부 역
- 조지환 : 중대장 역
- 양중경 : 인사계 역
- 문원주 : 행자 역
- 고영일 : 대장 역
- 정예진 : 해림 역
- 박혜선 : 권 하사 역
- 황성준 : 취사병 역
- 홍명기 : 목공 역
- 도현민 : 계 상병 역
- 서혁 : 박 일병 역
- 이윤환 : 홍 상병 역
- 이현진 : 백 병장 역
- 정기용 : 헌병감 역
- 김재호 : 사단장 역
- 정기섭 : 사시남 역
- 이상철 : 보급대 대위 역
- 김창수 : 특전사 역
- 홍경 : 헌병 역
- 김정우 : 헌병 2 역
- 윤정일 : 헌병 3 역
- 김태형 : 헌병 4 역
- 브로닌 멀렌 : 영어선생 역
- 김효정 : 영어학원 직원 2 역
- 배중식 : 수사계장 역
- 곽인준 : 구렛남 역
- 이윤정 : 내연녀 역
- 천민희 : 동사무소 여직원 1 역
- 김태희 : 동사무소 여직원 2 역
- 김대웅 : 북한병사 역
- 최우형 : 고문기술자 2 역
- 김병훈 : 아나운서 역
- 고찬혁 : 군인 역
- 김성령 : 낙만 어머니 역 (특별출연)
- 조혜련 : 산부인과의사 역 (특별출연)
- 신신애 : 간호사 역 (특별출연)